# Computers and Typesetting

Computers and Typesetting est une série de livres de 5 volumes, écrits par Donald Knuth, et publiés en 1986. Ces livres décrivent les logiciels de composition TeX et Metafont. 
Le projet «computers and typesetting» de Knuth est le résultat de sa frustration devant le manque de logiciels de qualité pour la mise en page de documents mathématiques, et de documents techniques. Ce projet a abouti à la création de TeX pour la mise en page, de Metafont pour la création de polices, et de la famille de polices Computer Modern, utilisées par défaut par TeX.
Dans cette série de 5 livres, Knuth ne se contente pas de décrire les
langages TeX et Metafont (volumes A and C), mais il décrit et
documente aussi le code source (écrit en langage WEB) des
interpréteurs TeX et Metafont (volumes B and D), et enfin le code
source des polices Computer Modern fonts utilisées par TeX (volume
E). Cet ensemble de livres constitue un tour de force en matière de
programmation lettrée.
Les livres sont adorés par les mathématiciens et les utilisateurs de
TeX. Ils sont sans doute moins connus des informaticiens et des
programmeurs, le projet TeX n'ayant été qu'une diversion de 8 ans à 
l'écriture des volumes de The Art of Computer Programming.
Les livres eux-mêmes furent mis en page avec les polices Computer
Modern Roman en utilisant TeX; ainsi, comme le dit Knuth, ils
« appartiennent à la catégorie des livres en plusieurs volumes qui
décrivent avec précision leur propre apparence »[réf. nécessaire].

## Liste des livres
- The TeXbook (Reading, Massachusetts: Addison-Wesley, 1984),  (ISBN 0-201-13447-0)
- TeX: The Program (Reading, Massachusetts: Addison-Wesley, 1986),  (ISBN 0-201-13437-3)
- The METAFONTbook (Reading, Massachusetts: Addison-Wesley, 1986),  (ISBN 0-201-13445-4)
- METAFONT: The Program (Reading, Massachusetts: Addison-Wesley, 1986),  (ISBN 0-201-13438-1)
- Computer Modern Typefaces (Reading, Massachusetts: Addison-Wesley, 1986),  (ISBN 0-201-13446-2)